# Biblioteca Luis Ángel Arango
La Biblioteca Luis Ángel Arango está situada en el barrio La Candelaria, en el centro de Bogotá, Colombia. Cuenta con más de 2 000 000 de ejemplares, un área de 45 000 m² (metros cuadrados), seis pisos, dos sótanos. Al día recibe más de 5000 usuarios, y su biblioteca virtual tuvo más de 14 000 000 de visitas en 2012. La sede actual fue inaugurada el 20 de febrero de 1958 por el Banco de la República, institución a la que pertenece. Lleva el nombre de quien la promovió, el Gerente del Banco de la República de 1947 a 1957. Es la cabeza de la Red de Bibliotecas del Banco de la República, que incluye veintidós sedes en distintas ciudades de Colombia: Buenaventura, Cartagena, Florencia, Girardot, Honda, Ibagué, Ipiales, Leticia, Riohacha, Manizales, Pasto, Pereira, Popayán, Quibdó, San Andrés, Santa Marta, Sincelejo, Tunja, Neiva, Montería y Valledupar. La biblioteca es una de las más importantes de América Latina, y una de las más visitadas del mundo.

## Historia
Cuando se fundó el Banco de la República en 1923, recibió una pequeña colección del Diario Oficial y libros sobre asuntos económicos, memorias de hacienda y publicaciones legales de la Junta de Conversión, entidad que hasta esa fecha tenía a su cargo el reemplazo del papel moneda por billetes con respaldo en oro. Con ellos se abrió una pequeña biblioteca, para los funcionarios del Emisor, que funcionaba en el edificio Pedro A. López, sede del Banco en aquel entonces (actualmente es sede del Ministerio de Agricultura).
La colección creció lentamente, y en 1932 se nombró la primera bibliotecaria. Un año después la revista del Banco publicó el siguiente aviso: «Con el deseo de fomentar los estudios económicos, el Banco de la República ha resuelto poner al servicio de los estudiantes y de las personas aficionadas a estas cuestiones, la biblioteca de la institución, instalada en amplio y cómodo local y bien provista de libros y revistas. Con tal fin, la biblioteca estará abierta para el público, a partir del próximo 3 de julio, todos los días (con excepción de los sábados y los festivos), de las 2 a las 4 ½ de la tarde». En poco tiempo la biblioteca contaba con 10 000 volúmenes, en su mayoría relacionados con actividad bancaria, legislación nacional y extranjera, economía política, hacienda pública y negocios.

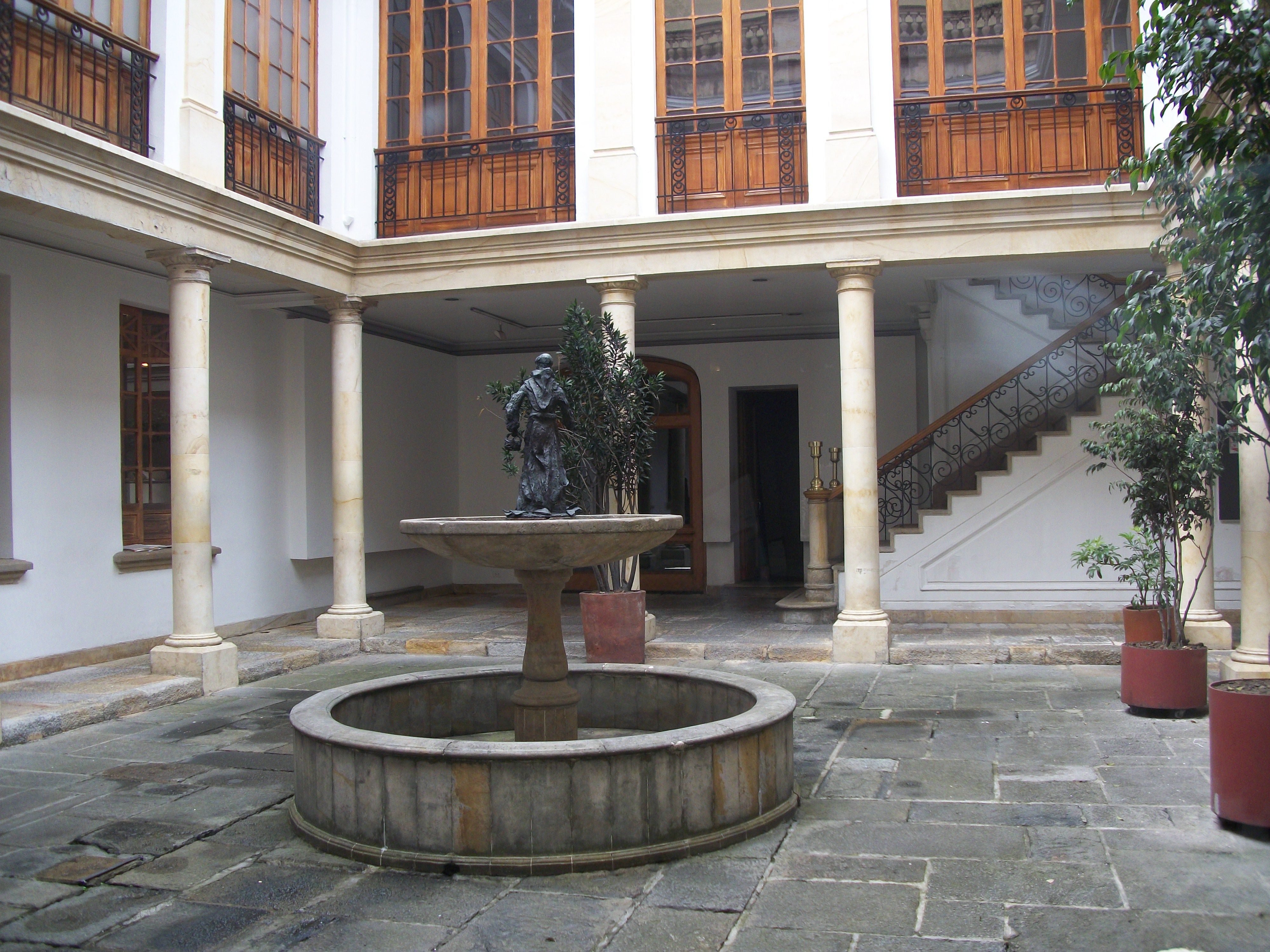
Patio de la Casa Republicana, integrada en el costado norte de la Biblioteca.

En 1944 el Banco de la República compró la primera biblioteca privada: la de Laureano García Ortiz, cuyos 30 000 volúmenes de historia y literatura nacional, periódicos y revistas, incluían manuscritos de próceres neogranadinos. Posteriormente adquirió las de Carlos Lozano y Lozano, Luis Rueda Concha, Leopoldo Borda Roldán y la de Jorge Soto del Corral, entre otras. Se organizó, entonces, una sala de lectura con capacidad para 25 personas, se hizo la primera catalogación que quedó registrada en dos volúmenes publicados en 1949 y se inició así como biblioteca pública.
Luis Ángel Arango, gerente general del Banco, inició en 1955 las gestiones para construir un edificio diseñado para albergar una biblioteca pública que prestara este servicio a la ciudad; el proyecto se entregó a la firma de arquitectos Esguerra Sáenz Urdaneta Samper. El 20 de febrero de 1958, bajo la dirección del doctor Jaime Duarte French, fue inaugurada con el nombre de Luis Ángel Arango —en homenaje al promotor de este proyecto cultural, fallecido en 1957—. En un principio tuvo capacidad para 250 personas, una sala de exposiciones, y una sala de audiciones musicales. Desde ese mismo mes empezó a publicarse el Boletín Cultural y Bibliográfico, como órgano oficial de la Biblioteca.
Para satisfacer la demanda de los usuarios, en 1965 se llevó a cabo la primera ampliación de las instalaciones, lo cual permitió la duplicación de su capacidad, la apertura de la Sala Colombia y de la Mapoteca, y las primeras cabinas para investigadores. Incluyó la construcción de la Sala de Conciertos diseñada por la firma Esguerra Sáenz Urdaneta Samper, con capacidad para 367 sillas y un órgano tubular, además, se abrió una nueva sala de exposiciones, se ampliaron los depósitos de libros, y se mejoraron las áreas técnicas y administrativas.
En 1979 se inició la prestación de nuevos servicios: el 18 de enero se inauguró la hemeroteca como sección independiente en el edificio que había sido sede del Palacio Arzobispal hasta 1948 y después de la Corte Suprema de Justicia hasta 1978; el Portón de los Libros, lugar de lectura informal y de comercialización de las publicaciones del Banco de la República; se restauró la Casa Republicana y en 1979 se inauguró allí el entonces Museo de Arte Religioso, cuyas colecciones están hoy integradas a la colección permanente del Banco.
Como parte de la política cultural del Banco de la República, en la década del ochenta se crearon bibliotecas en algunas de sus sucursales: Manizales (1981), Cartagena (1981), Girardot (1981), Riohacha (1981), Pasto (1981), Pereira (1983), Tunja (1983), Ipiales (1984), Ibagué (1984), Armenia (1986), Leticia (1986) y Quibdó (1987), con las mismas características de bibliotecas públicas.

### Sistematización

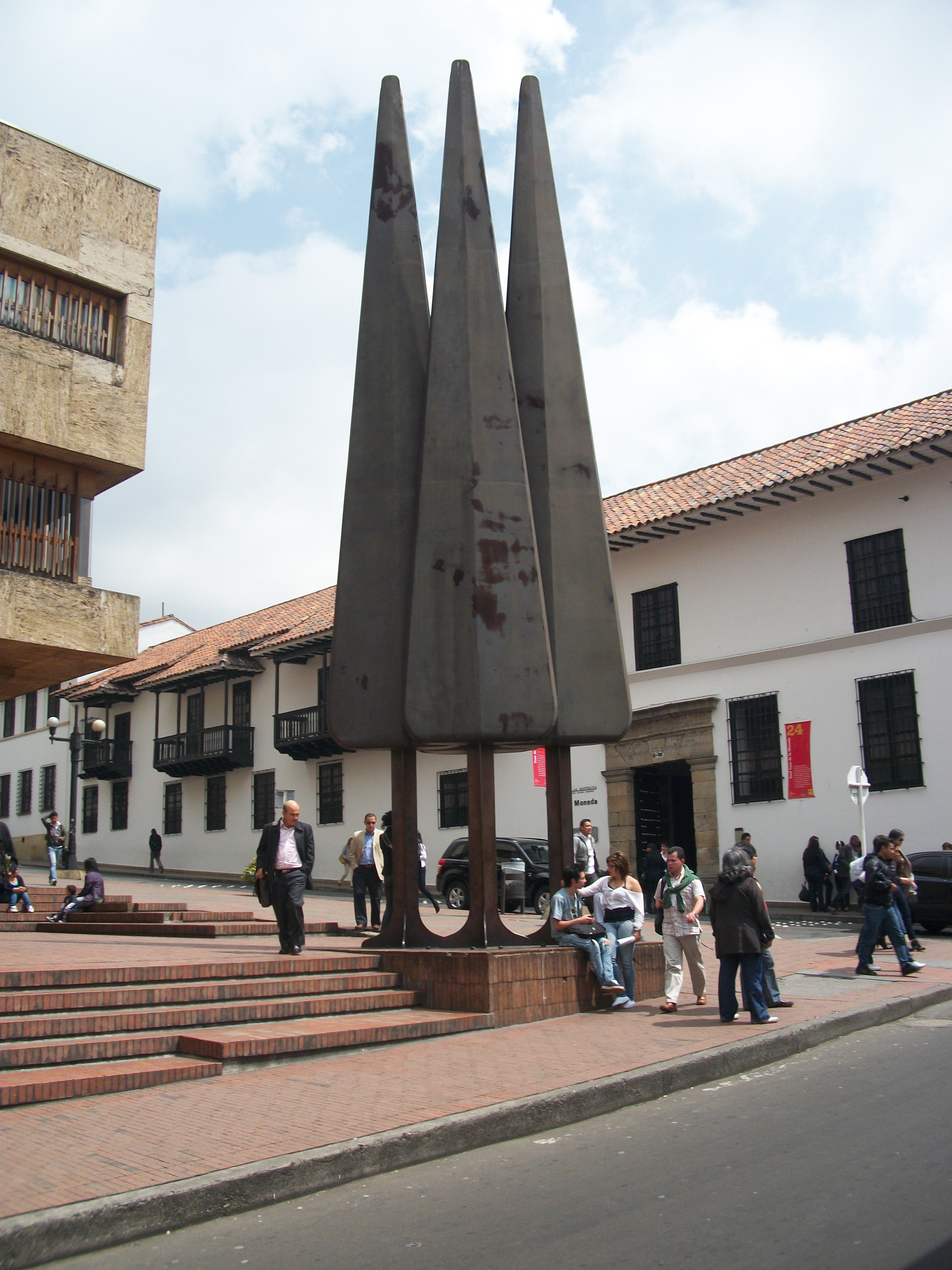
«Bosque cultural», escultura en el costado suroccidental.

En 1983 se retiró el subgerente cultural, Jaime Duarte French, y asumió el cargo de directora Lina Espitaleta de Villegas, en momentos en que se venían realizando estudios sobre la ampliación de la biblioteca. La aprobación del proyecto se hizo realidad y la biblioteca reabrió sus puertas el 5 de mayo de 1990 con 44 000 m² (metros cuadrados) de información y cultura; albergó nuevamente en esta cuadra la Hemeroteca, que dio paso a la Casa de Exposiciones; ésta empezó a funcionar como tal en 1996.
La Biblioteca hizo esfuerzos por adoptar los últimos avances en informática para bibliotecas, siendo sistematizada mediante el programa NOTIS, que se adquirió en 1986 e incluía ya 200 000 registros al ponerse al servicio del público en 1990, recoge la información bibliográfica de toda su colección y las existencias bibliográficas de otras entidades locales y nacionales conectadas a su base de datos, que en 1998 incluían 780 000 registros.
Fue por este período también que la Biblioteca empezó a ofrecer acceso a otras bases de datos como el videotexto, Juriscol —jurisprudencia colombiana— y a otros servicios como la Información especializada, CD-ROM, red Internet. Desde 1995 y bajo la dirección de Jorge Orlando Melo, se dio un gran impulso a la adquisición de nuevas colecciones, a la consulta a través de Internet y a la creación de una biblioteca virtual que permite obtener textos completos sobre el patrimonio cultural colombiano.
Actualmente en la biblioteca virtual es posible consultar más de 80 000 archivos de texto, sonido y video que conforman una colección de 860 libros completos, 4700 artículos de revistas, 815 biografías de personajes y un importante número de páginas interactivas para niños y sobre temas relacionados con el arte.

## Sede de Bogotá

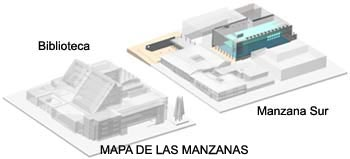
Complejo cultural del Banco de la República, del cual es parte la Biblioteca Luis Ángel Arango en Bogotá

La Biblioteca Luis Ángel Arango cuenta con dos sedes en la ciudad de Bogotá: la tradicional, inaugurada en 1958 y ubicada en el barrio de La Candelaria, en el centro histórico, que a su vez se divide en dos manzanas: la norte y la sur. La segunda sede, ubicada en el norte de Bogotá, es la Biblioteca Alfonso Palacio Rudas/Casa Gómez Campuzano.
Es la mayor biblioteca y centro cultural del país, aunque no forma parte de la red de bibliotecas públicas de BibloRed, ya que no es administrada por la Alcaldía. Posee, además, un sistema de préstamo por Internet que posibilita la entrega de publicaciones a domicilio.

### Manzana Norte
El complejo cultural se extiende sobre dos manzanas urbanas ocupando un área de más de 45 000 m² de construcción. En la manzana norte se ubica la biblioteca, compuesta por once salas de lectura (Sala de Colecciones Básicas, Sala de Mapoteca, Sala de Investigadores, Sala de Hemeroteca, Sala de Ciencia y Tecnología, Sala de Economía, Sala de Artes y Humanidades, Sala de Ciencias Jurídicas, Sala de Idiomas, Sala de Audiovisuales, Sala de Música), así como una sala de exposiciones bibliográficas, la Casa Republicana (para exposiciones artísticas), varias salas de conferencias y la sala de conciertos, la cual obtuvo el Premio Nacional de Arquitectura en 1966 y fue declarada Bien de Interés Cultural Nacional en 2010.

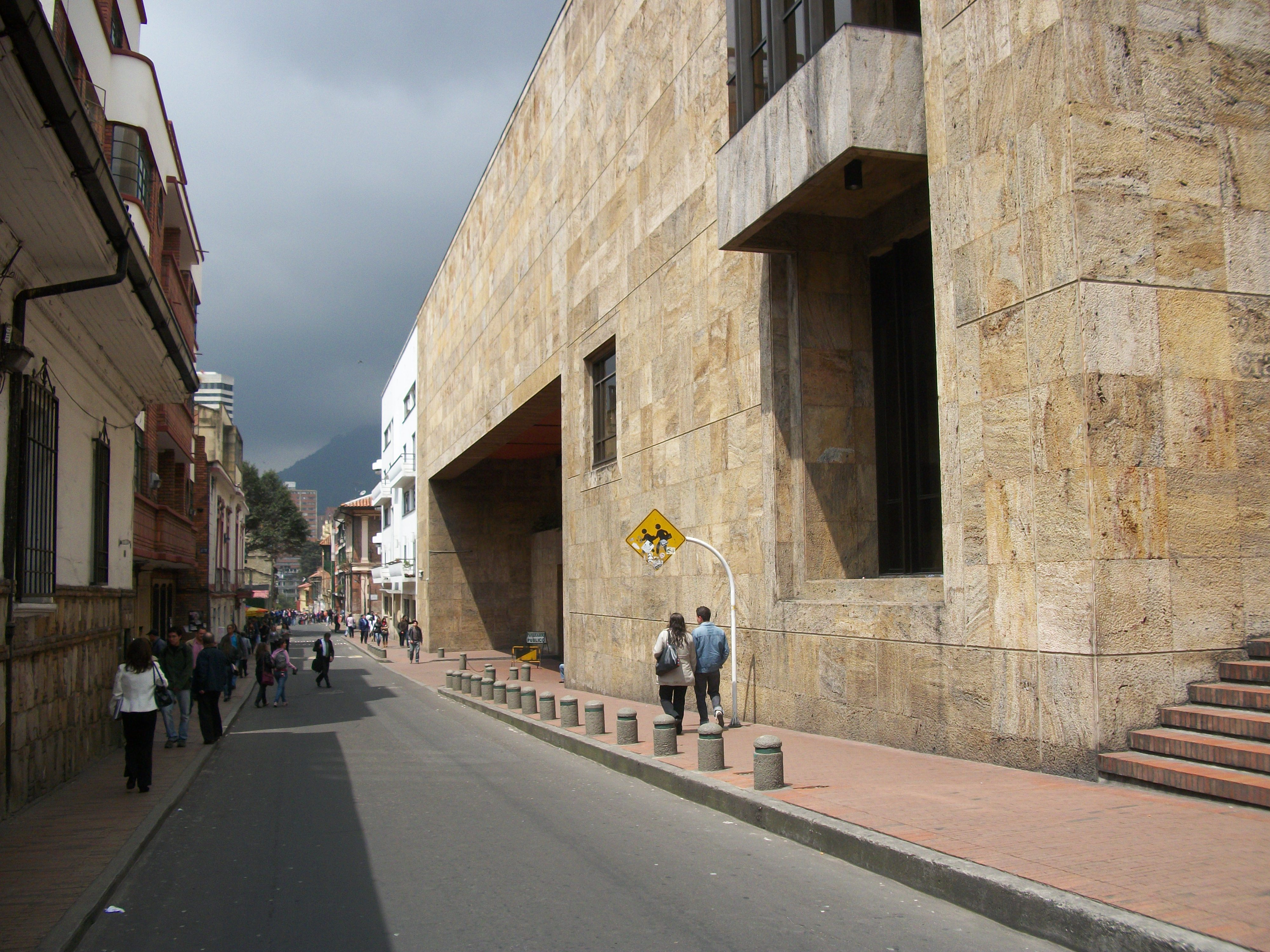
Costado occidental de la manzana norte.

La biblioteca cuenta con alrededor de 2000 puestos de lectura y una colección de aproximadamente 2 500 000 volúmenes que incluye casi todos los libros publicados en Colombia durante los siglos XIX y XX. Las colecciones de la biblioteca se incrementan en cerca de 120 000 ejemplares por año, incluyendo compras y donaciones. El énfasis de las adquisiciones está puesto (además de la compra de todo lo publicado en Colombia), en un gran porcentaje de las obras humanísticas y científicas de importancia publicadas en América Latina, Estados Unidos, Francia, España, Alemania e Italia, incluyendo varias primeras ediciones. La biblioteca intenta adquirir todas las obras literarias de importancia escritas en español, y ediciones en lengua original de autores europeos y norteamericanos.

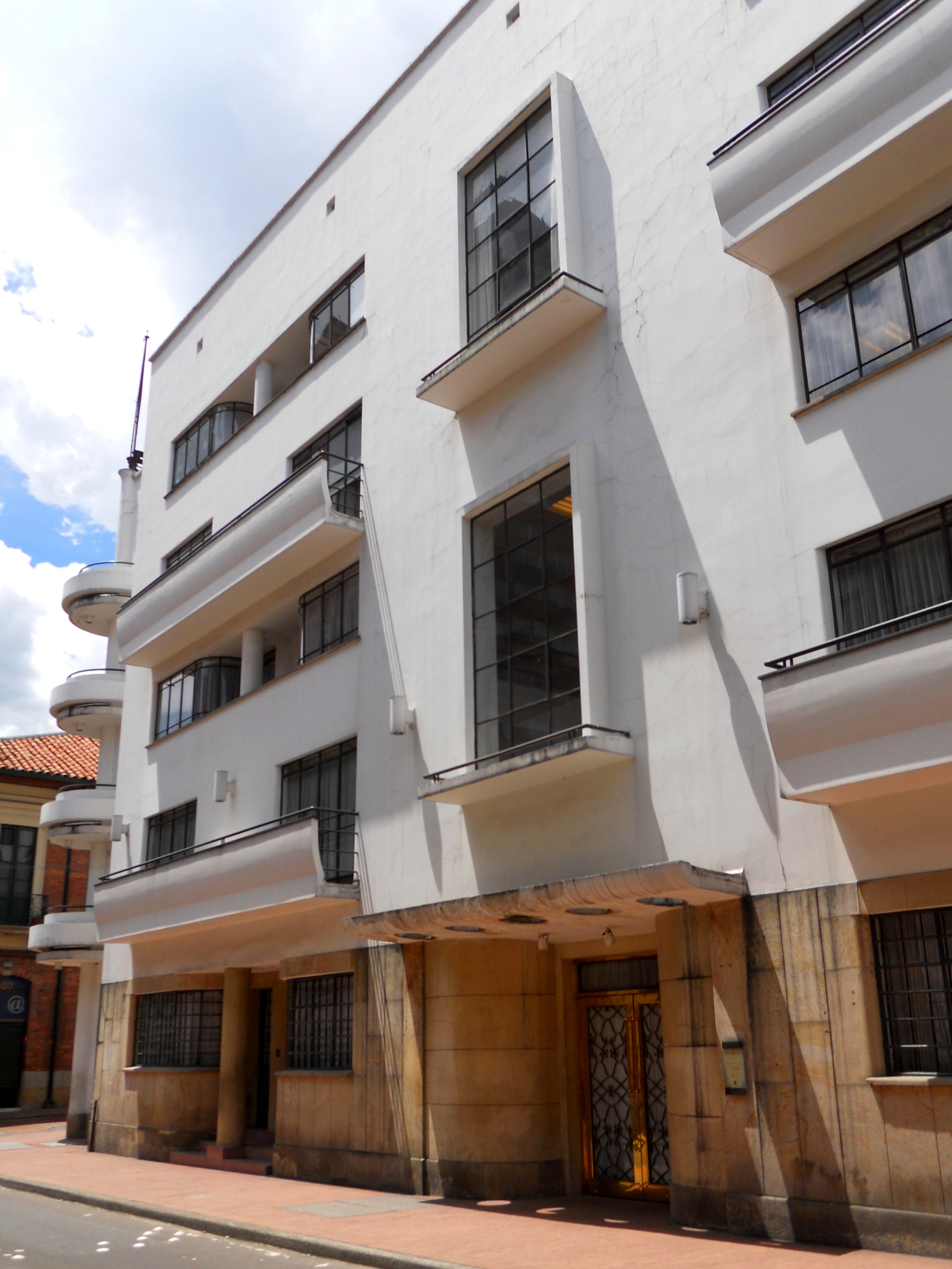
Fachada occidental del edificio Vengoechea.

Adicionalmente, cuenta con una colección de material audiovisual, con más de 20 000 títulos de películas y una extensa colección de fotografías antiguas (daguerrotipos, ferrotipos, ambrotipos, etc.). Su sección de Libros Raros y Manuscritos incluye 37 incunables universales (impresos hasta 1500), varios incunables italianos (hasta 1510) y españoles (hasta 1530), ediciones aldinas y elzevirianas, varios de los primeros impresos colombianos llamados «incunables colombianos» (los libros publicados en el país entre 1738 y 1800), una colección de archivos históricos (como el archivo comercial y personal de Tomás Cipriano de Mosquera) y numerosos fondos privados integrados a la colección general y a la de Libros Raros y Manuscritos, como los de Laureano García Ortiz y Alfonso Palacio Rudas, entre otros, con cerca de 40 000 ejemplares cada uno.
Cuenta con once salas especializadas clasificadas por áreas del conocimiento: Música, Geografía, Ciencias Sociales, Economía, Artes y Humanidades, Audiovisuales, Constitucional, Libros raros y Manuscritos, Ciencia y Tecnología, y según el tipo de material: Hemeroteca Luis López de Mesa, Sala General, Mapoteca y Sala de Referencia. Recientemente se abrieron dos nuevos espacios, una sala para el aprendizaje de idiomas y una moderna sala de audiovisuales construida gracias a una donación del gobierno del Japón.
En su extremo soroccidental, en el cruce de la carrera Quinta con la calle Doce, se encuentra el edificio Vengoechea, construido en 1939 por los arquitectos Manuel de Vengoechea y Ricardo Ribas. Alberga la zona administrativa de la biblioteca.

#### Adquisiciones recientes
Entre 2007 y 2023, se han incorporado a la Biblioteca Luis Ángel Arango varios fondos particulares de importancia capital:

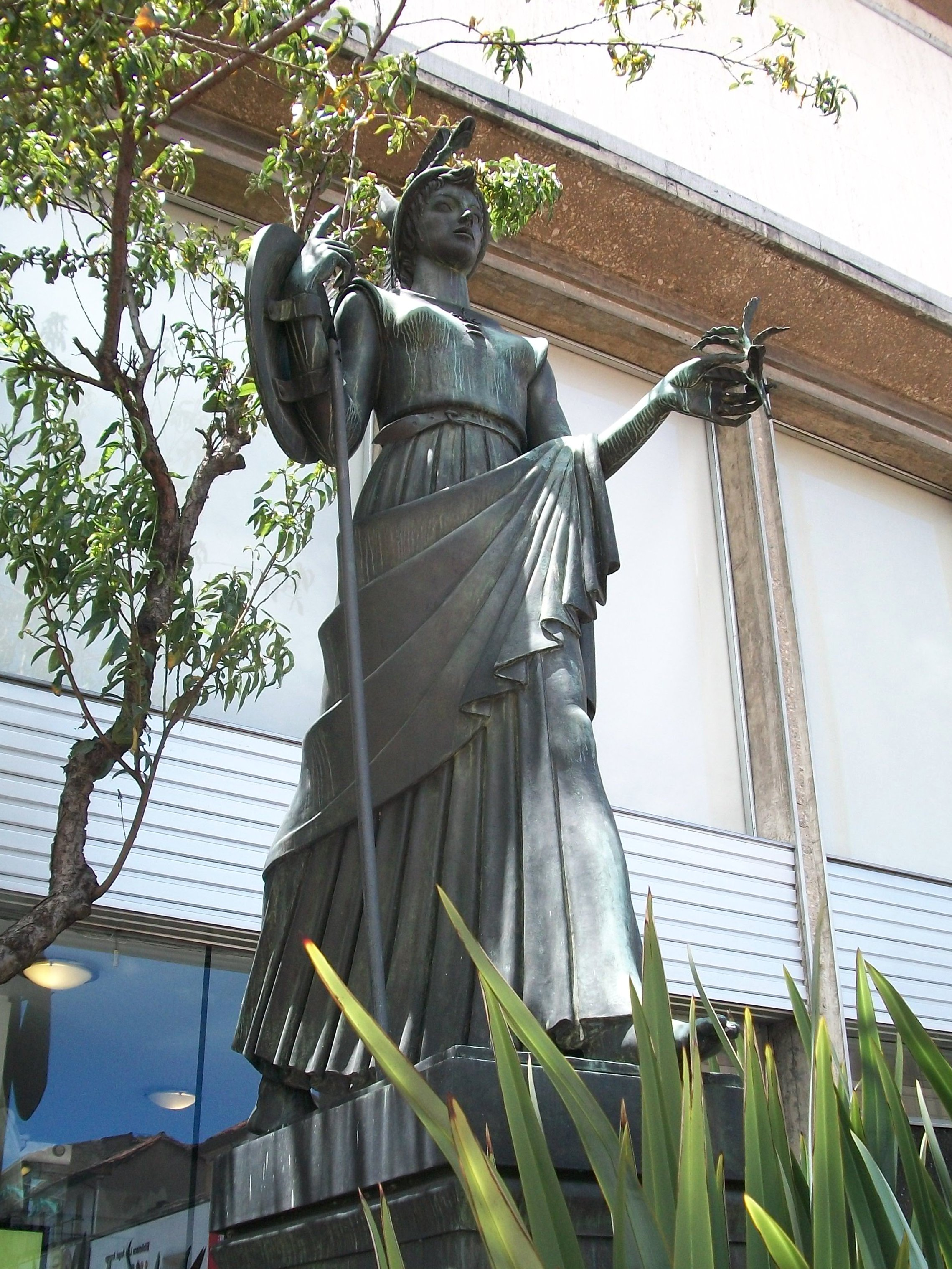
Estatua de Minerva, situada al costado derecho de la entrada de la biblioteca.

- Entre 2000 y 2008 se incorporaron por compra o donación las bibliotecas particulares de Juan Gustavo Cobo Borda (especializada en poesía, con cerca de 20 000 ejemplares),[5] la colección de Jorge Ortega Torres (especializada en Derecho, con cerca de 40 000 ejemplares), Orlando Fals Borda (especializada en Sociología),[6] Pilar Moreno de Ángel (adquirida en asocio con la Universidad Eafit de Medellín y con cerca de 8000 ejemplares especializados en historia de Colombia y América Latina, incluyendo una colección de varios cientos de fotografías del siglo XIX),[7] la de Bernardo Ramírez (especializada en Literatura con varias ediciones especiales de Marcel Proust y otros autores franceses) y la de Howard Rochester (con más de 10 000 volúmenes especializados en literatura inglesa).
- El archivo de Acción Cultural Popular (ACPO) que reúne la documentación de más de cuarenta y siete años de actividad de dicha entidad y de Radio Sutatenza (1947 - 1994). Además, permite conocer el diseño, estructuración, puesta al servicio, desarrollo y evaluación del proyecto pedagógico de la Educación Fundamental Integral (EFI) que se concretó en las escuelas radiofónicas, empresa cultural y educativa multimedial de Radio Sutatenza.[8]
- La biblioteca particular del filósofo Nicolás Gómez Dávila: Considerada por el historiador Arnold Toynbee como una de las bibliotecas privadas más importantes del mundo.[cita requerida] Especializada en filosofía y literatura, la colección cuenta con cerca de 30 000 ejemplares publicados entre los siglos XV y XX, incluyendo tres incunables universales, 137 impresos europeos del siglo XVI y una gran cantidad de libros de los siglos XVII, XVIII y XIX, incluyendo varias primeras ediciones en lengua original de Pascal, Immanuel Kant, Arthur Schopenhauer, Soren Kierkegaard, Friedrich Nietzsche y Karl Marx.
- El Archivo Histórico de Emiliano Díaz del Castillo Zarama: Contiene cerca de 14 000 documentos manuscritos fechados entre 1541 y 1990 (con 4000 manuscritos anteriores a 1902) con información relativa a los actuales territorios de Colombia, Venezuela y Ecuador. Especialmente fuerte en documentos históricos del sur de Colombia (Nariño, Cauca y Putumayo), incluye además, cerca de 600 ejemplares de prensa del siglo XIX (en su mayoría nuevos títulos) y 400 impresos americanos anteriores a 1920. Dentro de los manuscritos se cuentan el único testimonio sobreviviente del Acta de Independencia de Cali (3 de julio de 1810), el archivo de la hacienda Bomboná (epicentro de la batalla de Bomboná en 1822), la correspondencia de Tomás Cipriano de Mosquera en Iscuandé (ca. 1824-1827), el manuscrito por el cual el general Leonardo Canal González se declaró presidente de la Confederación Granadina en 1862 y nombró a Pasto como capital de la República, y numerosos manuscritos coloniales referidos a encomiendas y culturas indígenas como los sindaguas y los andaquíes.[9]

### Manzana Sur
La Biblioteca Luis Ángel Arango, además de sus fondos bibliográficos y documentales, cuenta con varias colecciones que son presentadas de forma permanente en la manzana sur. 

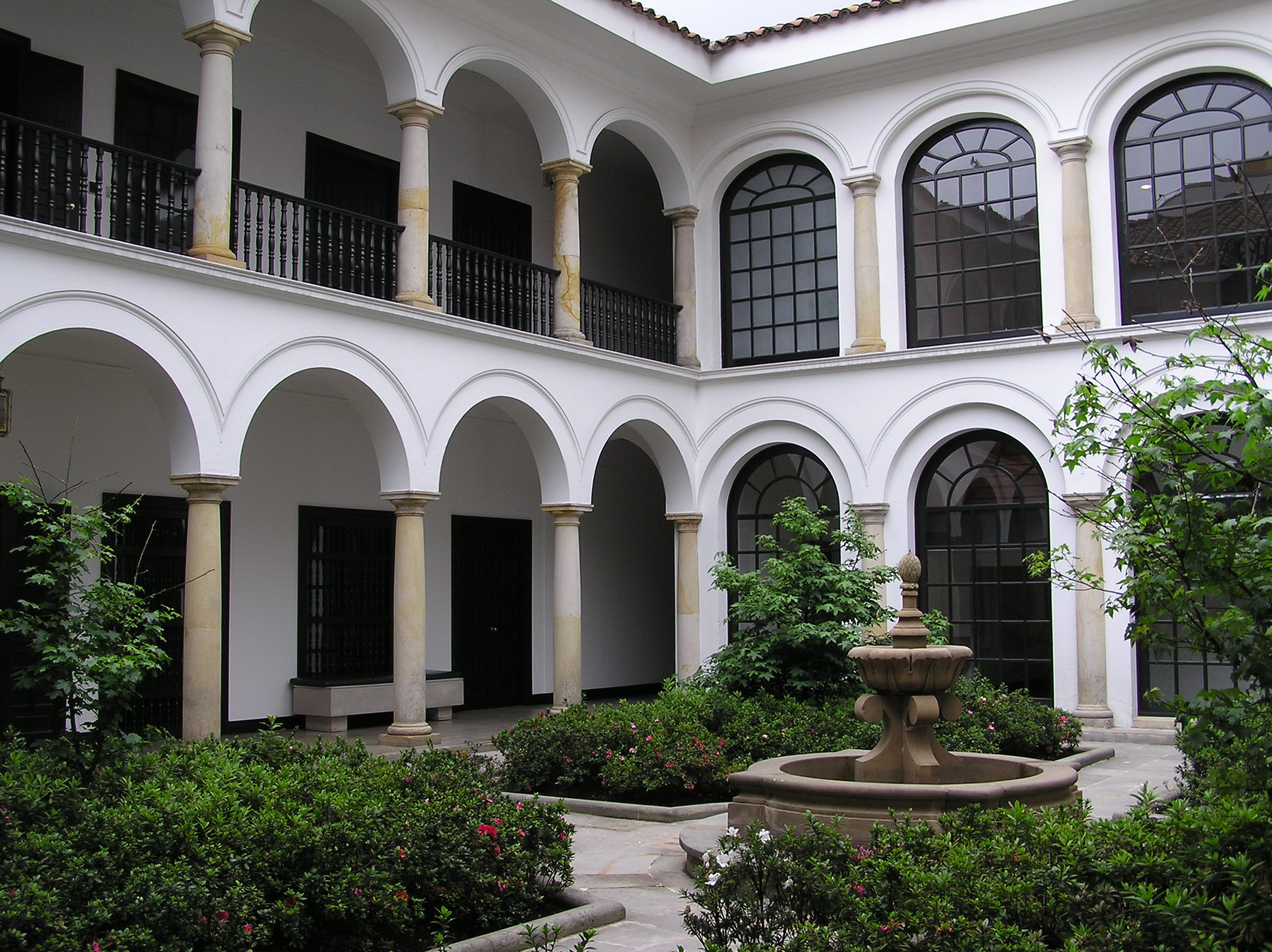
Interior del Museo Botero.

- La Casa de Moneda, con su colección de 11 000 piezas de la historia numismática de Colombia.
- El Museo Botero, con una colección de 87 obras de arte universal y 123 obras del propio Fernando Botero. Se destacan las obras de Pierre Bonnard, Max Beckmann, Pablo Picasso, Joan Miró, Claude Monet y un gran número de artistas pertenecientes a las vanguardias de finales del siglo XIX y todo el siglo XX.
- La Colección de Arte del Banco de la República, que exhibe arte colombiano, latinoamericano y universal. Algunas obras notables son La Violencia de Alejandro Obregón, Adán y Eva en El jardín del Edén de Jan Brueghel el Joven y la Custodia de San Ignacio, conocida como La Lechuga.[10]
- El Museo de Arte del Banco de la República, edificio inaugurado en 2004, Premio Nacional de Arquitectura 2006.